# 塔潘广场
塔潘广场（Tappan Square）是美国俄亥俄州欧柏林市中心的一个公园和国家历史地标。公园开放于1885年，占地 13英畝（5.3公頃） 位于欧柏林学院赞助人查尔斯·马丁·霍尔遗赠的市有土地上。 它是由弗雷德里克·劳·奥姆斯特德（Frederick Law Olmsted Jr.）和约翰·查尔斯·奥姆斯特德（John Charles Olmsted）二人设计。广场命名于20世纪40年代，以纪念赞助欧柏林学院的纽约富商和废奴主义者阿瑟·塔潘（Arthur Tappan）和刘易斯·塔潘（Lewis Tappan）。广场此前称为学院公园（College Park）或校园（Campus）。直到1965年，这里有一棵古老的榆树, 据说约翰·杰伊·希普赫德（John Jay Shipherd）和菲洛·斯图尔特（Philo Stewart）曾跪在树下，祈求上帝，决定在此建造城镇。广场上有一些古老的大学建筑，包括一座五层砖砌的大学教室和一座名为塔潘堂（Tapan Hall）的男子宿舍。随着广场上的建筑物越来越老，按照查尔斯·马丁·霍尔的意愿，该地区被清理为社区的绿地，拆除了建筑物。

## 历史

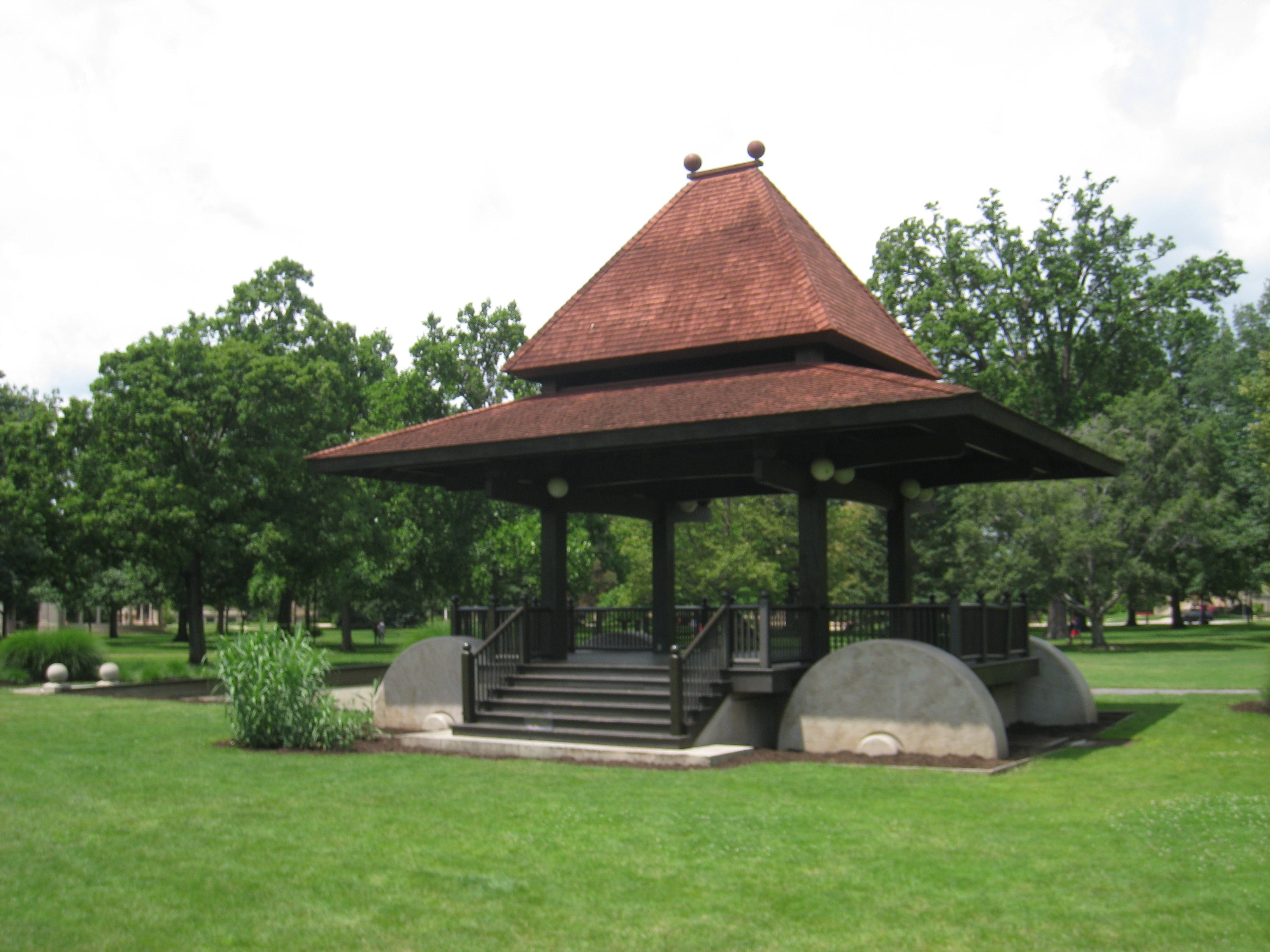
克拉克音乐台

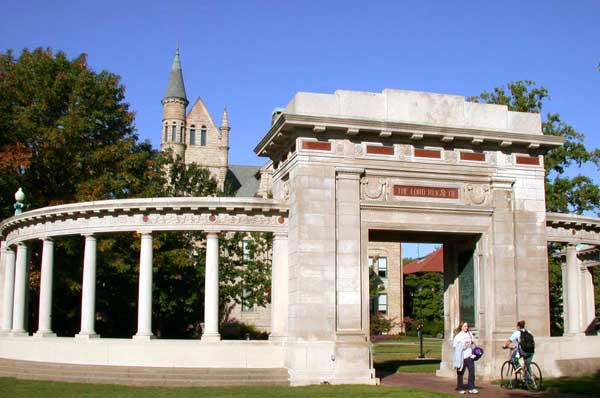
欧柏林学院的纪念拱门，纪念1900年在中国被杀的15位欧柏林传教士

该地点是由长老会牧师约翰·杰伊·希普赫德（John Jay Shipherd）和菲洛·斯图尔特（Philo Stewart）建立。公园东南角的古老的榆树一直保留到1965年患病为止。一年后，塔潘广场被授予地标身份。公园以19世纪的废奴主义者阿瑟·塔潘（Arthur Tappan）的名字命名，他在早年资助了该学院。广场最初被称为"校园"，是几栋大学建筑的所在地。根据1885届校友、 美国铝业公司创始人查尔斯·马丁·霍尔的遗愿, 这些建筑被拆除。时至今日，广场上仅存的建筑是克拉克音乐台（Clark Bandstand）和纪念拱门。
学院和社区在这里举办许多活动。其中最常见的节日，篝火，集会，音乐会，守夜和游行，还有毕业典礼，欧柏林民俗节，当地美食节。这里还有欧柏林岩石，学生可以任意涂画，和一群白化松鼠，欧柏林的非官方吉祥物。

## 纪念拱门
欧柏林学院最初设有神学系，其学生在世界各地担任传教士，尤其是在中国的山西省。1900年，几十名欧柏林传教士在义和团事件中被杀。最近，拱门上加了一块牌子，以纪念在暴力事件中丧生的中国人。

## 奥伯林岩石
塔潘广场南面的两个角落，放置了两块巨石，分别安放于1897年12月3日和1933年6月17日，来自加拿大东部和伊利县。